# Influência de Xena: Warrior Princess
A série de televisão Xena: Warrior Princess é tida como um fenômeno da cultura pop e um ícone tanto feminista, quanto lésbico. Muito dessa fama surgiu pois a série é tida como uma das primeiras a incluir uma personagem feminina na posição de heroína.
A forma de tal influência tem inspirado interesses acadêmicos, tais como Judith - Sexual Warrior, que também é considerada um estudo do símbolo de força e poder feminino. Além disso, o tema foi escrito em seu contexto histórico e cultural mais vasto e o conjunto de personagens têm sido foco de vários artigos no periódico The Journal of Popular Culture.
Em jogos, HQ's e televisão há uma frequente referência à série, que também é regularmente imitada. A própria Lucy Lawless, atriz que interpretou Xena, tem participado em várias paródias e usado sua voz na composição de algumas animações sobre as personagens. A série inspirou muitos personagens de outros filmes e séries de ação, como Buffy, a caça Vampiros, Max, de Dark Angel, Sydney, de Alias, e a Noiva de Kill Bill, cujo criador, Quentin Tarantino, é em si um grande fã de Xena.
Xena tornou-se um sinônimo de força feminina e é comumente usada em revistas, artigos, e opiniões em filmes. Por exemplo, o filme Rei Arthur foi comparado com Xena num certo número de opiniões. A série também foi referência em inúmeros outros trabalhos, como filmes, séries e animações, que se referem a ela, ou a apresentam, e influenciou a astronomia e a internet por todo o mundo.

## Xena na cultura contemporânea

### Astronomia
Em 2005, a equipe que descobriu o planeta anão 2003 UB313 o apelidaram de Xena em homenagem ao personagem da TV. Em 1 de outubro de 2005, a mesma equipe anunciou que 2003 UB313 tinha uma lua, que a apelidaram de Gabrielle. Porém, em 13 de setembro de 2006, os objetos foram renomeados oficialmente pela União Astronômica Internacional, passando a ser o planeta, Éris e a lua, Disnomia.Os nomes oficiais têm legítimas raízes na mitologia grega, sendo Éris a deusa da discórdia e Disnomia, a personificação da discórdia. Porém, Disnomia, em inglês, também pode ser traduzido em inglês como lawlessness (anarquia), perpetuando a ligação com Lucy Lawless, que atou como Xena.

### Doação de roupas
Em 2006, Lucy Lawless doou sua vestimenta de Xena ao Museum of American History. Mais tarde, em uma entrevista para a Smithsonian Magazine, foi-lhe perguntado: "A roupa de Xena era confortável?" e Lucy respondeu:
| “ | De início não, devido ao aperto do espartilho, que cobria as costelas flutuantes que são importantes para a respiração, e eu me sentia como se estivesse tendo um ataque de pânico, mas tornou-se uma segunda pele depois de um tempo. | ” |